# 30308 Ienli
30308 Ienli este un asteroid din centura principală de asteroizi.

## Descriere
30308 Ienli este un asteroid din centura principală de asteroizi. A fost descoperit pe 1 mai 2000 la Socorro, New Mexico, în cadrul proiectului LINEAR. Asteroidul prezintă o orbită caracterizată de o semiaxă mare de 2,29 ua, o excentricitate de 0,14 și o înclinație de 5,3° în raport cu ecliptica.